# Kościół św. Andrzeja Apostoła w Kleczewie
Kościół Świętego Andrzeja Apostoła w Kleczewie – rzymskokatolicki kościół parafialny w mieście Kleczew. Mieści się przy ulicy Kościelnej.

## Historia

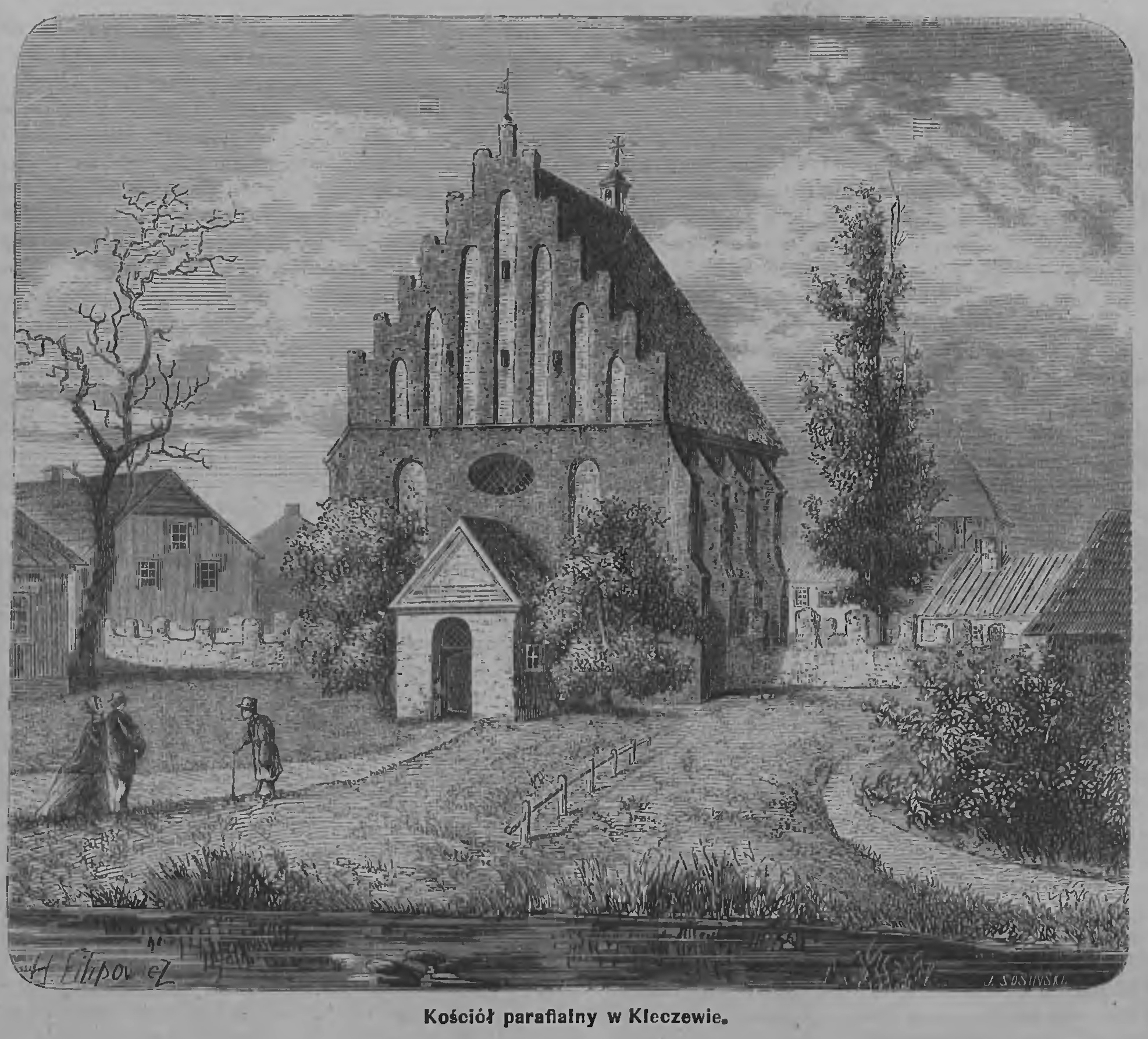
Ilustracja kościoła z 1870

Najprawdopodobniej kościół kleczewski założony był przez Piotra Dunina z Danii, za panowania Bolesława Krzywoustego. Oznaczałoby to, na co zresztą przytacza się w źródłach więcej argumentów, że kościół erygowano w XII a nie XV wieku. 

## Opis
Jest to kościół gotycki, dawniej klasztorny z XVI wieku, prezbiterium z XIV wieku. Wnętrze trzynawowe halowe z gotyckim sklepieniem gwiaździstym. Wyposażenie w większości z XVIII wieku, stalle rzeźbione z 1 połowy XVI wieku, rokokowe epitafium Gurowskich z 1790.

## Cmentarz
Na pobliskim cmentarzu znajduje się zbiorowa mogiła powstańców poległych w 1863 roku. We wspólnym grobie spoczywają również ofiary terroru niemieckiego. 